# Diporiphora amphiboluroides
Diporiphora amphiboluroides is een hagedis uit de familie agamen (Agamidae).

## Naam en indeling
De wetenschappelijke naam van de soort werd voor het eerst voorgesteld door Arthur Henry Shakespeare Lucas en Charles Frost in 1902. Het was lange tijd de enige soort uit het geslacht Caimanops waardoor veel literatuur de verouderde naam vermeld. Dit geslacht wordt echter niet meer erkend.

## Uiterlijke kenmerken
In vergelijking met andere Diporiphora - soorten heeft 'Diporiphora amphiboluroides relatief korte poten, een lange snuit, een stompe staart en een duidelijke stekelkam op de nek en rug.

## Levenswijze
Diporiphora amphiboluroides houdt zich zowel op in bomen en planten als op de bodem in de strooisellaag. Op het menu staan vooral insecten en met name termieten, maar ook plantendelen worden wel gegeten. De vrouwtjes zetten eieren af op de bodem.

## Verspreiding en habitat
De hagedis komt voor in Australië, en alleen in de westelijk gelegen staat West-Australië. De habitat bestaat uit scrublandgebieden met planten die tot het geslacht Acacia behoren, vooral Acacia aneura.
Door de internationale natuurbeschermingsorganisatie IUCN is de beschermingsstatus 'veilig' toegewezen (Least Concern of LC).